# Dupax del Norte
Dupax del Norte è una municipalità di quarta classe delle Filippine, situata nella Provincia di Nueva Vizcaya, nella regione della Valle di Cagayan.
Dupax del Norte è formata da 15 baranggay:
- Belance
- Binnuangan
- Bitnong
- Bulala
- Inaban
- Ineangan
- Lamo
- Mabasa
- Macabenga
- Malasin (Pob.)
- Munguia
- New Gumiad
- Oyao
- Parai
- Yabbi